# La Vieillesse de Guillaume Tell
La Vieillesse de Guillaume Tell est un tableau réalisé par le peintre espagnol Salvador Dalí en 1931. Cette huile sur toile surréaliste représente différents personnages nus se tenant derrière un drap jaune où se projette l'ombre d'un lion. Elle est conservée dans une collection privée.